# توماس روبرتسون (سياسي)
توماس روبرتسون هو سياسي كندي، ولد في 13 سبتمبر 1852 في كندا، وتوفي في 19 أبريل 1902 في ديل رابيدز في الولايات المتحدة. حزبياً، نشط في الحزب الليبرالي الكندي والحزب الليبرالي في نوفا سكوشا ‏. وقد انتخب عضو مجلس نواب نوفا سكوتيا وانتخب عضو مجلس العموم الكندي.